# São José da Barra
São José da Barra est une municipalité brésilienne de l'État du Minas Gerais et la microrégion de Passos.